# 詹姆斯·康納爾
詹姆斯·康納爾（英語：James Connor；1995年5月5日—）是一位澳大利亞跳水運動員。他代表澳大利亞參加了2012年奧運會男子跳水10米台的比賽。他在8歲時就已經開始練習跳水。